# Jullouville
Jullouville là một xã trong tỉnh Manche, thuộc vùng hành chính Normandie của nước Pháp, có dân số là 2.409 người (thời điểm 1999).

## Nhân khẩu học
| 1962  | 1968  | 1975  | 1982  | 1990  | 1999  |
| ----- | ----- | ----- | ----- | ----- | ----- |
| 1.792 | 1.817 | 1.898 | 1.927 | 2.046 | 2.409 |

## Các thành phố kết nghĩa
- Crozet, Pháp